# Sidasodes jamesonii
Sidasodes jamesonii är en malvaväxtart som först beskrevs av Baker f., och fick sitt nu gällande namn av P.A. Fryxell och J. Fuertes. Sidasodes jamesonii ingår i släktet Sidasodes och familjen malvaväxter. Inga underarter finns listade i Catalogue of Life.